# Gloria Swanson

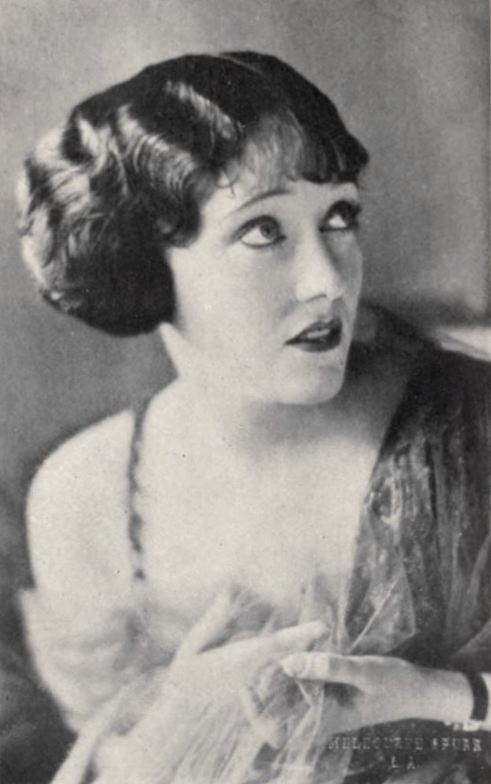
Retrat de l'actriu el 1922

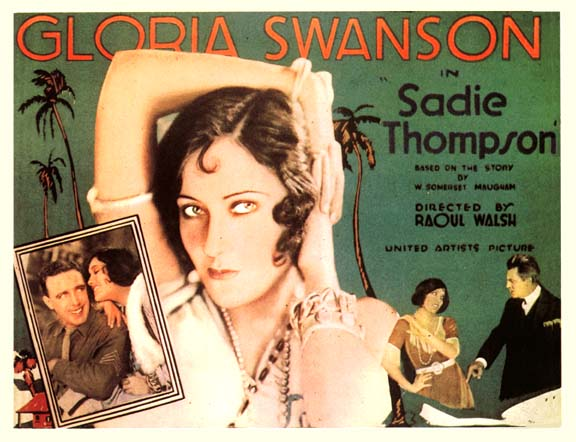
Swanson a "Sadie Thompson" (1928)

Gloria Swanson (Chicago, 27 de març de 1899−Nova York, 4 d'abril de 1983) va ser una actriu de cinema, teatre i televisió estatunidenca coneguda com l'estrella més glamurosa del cinema mut dels anys 20, especialment sota la direcció de Cecil B. DeMille. Entre les seves pel·lícules cal destacar “Male and Female” (1919), “Sadie Thompson” (1928) "The Trespasser" (1929) i “Queen Kelly” (1929). Després d'una llarga retirada va recuperar la seva fama el 1950, en plena maduresa, amb la seva interpretació de Norma Desmond a la pel·lícula Sunset Boulevard de Billy Wilder. Va ser tres cops nominada a l'Oscar a la millor actriu però mai va acabar aconseguint aquest guardó.

## Biografia

### Primers anys
Swanson va néixer a Chicago el 1899. El seu pare, Joseph Theodore Swanson, era un oficial civil adjunt al servei de transport de l'exèrcit nord-americà era d’ascendència sueca. La seva mare es deia Adelaide Klanowski feia de modista i tenia ascendència alemana, francesa i polonesa. Degut a la feina del pare, la família es va desplaçar amb freqüència a diferents parts dels Estats Units. Bona part de la infància la va passar a Key West a Florida i a San Juan a Puerto Rico. El 1913, el seu pare va ser destinat a Manhattan i Gloria i la seva mare van anar a viure a Chicago amb l’àvia.
Un dia va anar a visitar els estudis Essanay i allí un director de càsting es va fixar en ella i li va proposar d’actuar com a extra en un rodatge que s'estava duent a terme amb Gerda Holmes, cosa que acceptà. Després no podia creure que per fer tan poca cosa aquell dia pogués rebre la “fortuna” de 3,25 dòlars. Els següents dies fou convocada de nou i així començà la seva carrera cinematogràfica. La primera pel·lícula de que es té constància que va actuar fou “The Fable of the Club Girls and the Four Times Veteran” (1914) i la primera en que sortirà als títols de crèdit fou “The Fable of Elvira and Farina and the Meal Ticket” (1914).

### A l’Essanay, la Keystone i la Triangle (1914-1918)
Amb tan sols 15 anys l'estudi li va oferir un contracte de 13,25 dòlars a la setmana i ella deixà els estudis de manera provisional per tal dedicar-se plenament al cinema. Entre les pel·lícules en que participà aquell any es pot esmentar el seu petit paper com a secretària a “His New Job” de Charles Chaplin. Allí conegué a Wallace Beery que en aquell moment treballava en pel·lícules còmiques, i començaren a sortir. Poc després, però, l’actor marxà a Califòrnia davant l’acusació de mantenir relacions sexuals amb una extra menor de 16 anys.
Els seus pares es van separar el 1916 i ella i la seva mare van marxar a Hollywood on Swanson va obtenir un contracte amb la Keystone de Mack Sennett. A Hollywood es retrobà amb Beery i el 27 de març de 1916, en fer 17 anys, es van casar. El matrimoni va ser un desastre, la mateixa nit de noces, Beery, borratxo, la violà. Poc després, en quedar embarassada, el marit li donà un verí dient-li que era pel mareig i li provocà l'avortament. Swanson demanà el divorci que li fou concedit el 1918.
Tot i que algunes fonts han apuntat que durant aquells anys ella formà part de les Bathing Girls de Sennett, Swanson sempre ho negà i de fet no fou contractada com a extra sinó que en totes les pel·lícules tingué rols importants; les fotografies que apareix en banyador correspondrien a la pel·lícula “The Pullman Bride” (1917). A Hollywood, Swanson va començar a tenir èxit quan Sennett la va emparellar a la pantalla gran amb Bobby Vernon en un seguit de curtmetratges dirigits per Clarence G. Badger. Entre aquestes es poden destacar “The Danger Girl” (1916) (en la que disfressada d’home intenta seduir la noia que atreu al seu estimat) “The Sultan's Wife” (1917), o “Teddy at the Throttle” (1917). El 1917 Sennett acomiadà Vernon i posà a Swanson en una comèdia de slapstick amb Mack Swain i Chester Conklin titulada “The Pullman Bride” (1917). Swanson deixà aleshores la Keystone poc contenta amb el tombant còmic que la seva carrera estava agafant.
Clarence G. Badger recomanà Swanson a Jack Conway de la Triangle i amb aquest el 1918 participà en algunes pel·lícules com “Her Decision” i “You Can't Believe Everything”. Allà, Cecil B. DeMille, director de la Famous Players-Lasky, que més endavant esdevindria la Paramount, l’anà a cercar per oferir-li treballar amb ells.

### L'estrella de la Paramount (1919-1926)
La bancarrota de la Triangle va facilitar el pas de l’actriu a la Famous Players-Lasky. Va ser el director Cecil B. De Mille qui va aconseguir convertir-la en una autèntica estrella. El seu primer llargmetratge junts, "Don't change Your Husband" (1919), va renovar la imatge de l'actriu. Finalitzada aquesta primera pel·lícula, el director li oferí un contracte de 150 dòlars a la setmana que augmentarien fins als 200 passats quatre mesos. A discreció de la productora, el salari podia augmentar fins als 350 dòlars setmanals en dos anys. L’actriu el signà i possiblement no era conscient que per a la productora era una ganga, comparant-lo per exemple amb els 1.000 dòlars setmanals que guanyava Mary Pickford en aquell moment. Aquell mateix any, el 20 de desembre del 1919, es casaria per segon cop amb Herbert K. Somborn, president de la Equity Pictures Corporation. El matrimoni tindria una filla, Gloria, però ell es divorciaria al·legant adulteri de l’actriu amb 13 homes.
Sota les ordres del director, Swanson actuaria en un total de sis pel·lícules. Invariablement, Swanson interpretaria una dona acabada de casar però que considerava el matrimoni com una cursa d’obstacles sexual. Amb De Mille, i gràcies al seu propi talent, Swanson va començar a construir-se un físic i un estil. Amb una boca finament perfilada i unes pestanyes infinites, interpretaria dones més grans (aleshores estava en la vintena), increïblement vestides i amb una àuria de misteri en la que quedarien atrapats tots els homes. El director la va convertir en el paradigma de la dona extravagant i capritxosa que el públic semblava voler. Es va dir que els seus papers eren sensuals i atrevits, però̀ es tractava d’una sexualitat que ella treballava donant voluptuositat a la mirada i fent llegir als espectadors els seus pensaments carnals. Les altres cinc pel·lícules amb el director foren “For Better, for Worse” (1919), “Male and Female” (1919), “Why Change Your Wife?” (1920), “Something to Think About” (1920) i “The Affairs of Anatol” (1921).
A partir de 1921 treballaria en deu pel·lícules sota les ordres de Sam Wood amb títols com “Don't Tell Everything” (1921) i “Beyond the Rocks” (1922) amb el seu amic Rodolfo Valentino. Posteriorment, entre 1923 i 1925, quan va tenir la necessitat de tornar a la comicitat, fou dirigida per Allan Dwan en vuit títols més. A “Manhandled” (1924) i a “Stage Struck” (1925) fins i tot es burlava de la icona sensual que representava i que ella, entre rialles, encara fomentava.
El 1925 Swanson va protagonitzar la pel·lícula d’època “Madame Sans-Gêne”. La pel·lícula es va filmar a França amb el director i la majoria dels actors secundaris d’origen francès per lo que la productora contractà com a intèrpret de la gran estrella a Henri de la Falaise. Aquest tenia vincles familiars amb famosos productors de conyac però subsistia a base de feines de poca rellevància. Es tractava de la primera gran coproducció entre França i els Estats Units i la Swanson, amb l’ajut del director va acabar aconseguint filmar en llocs que fins aquells moment havien estat impensables com el Palau de Fontainebleau. De la Falaise acabaria esdevenint el tercer marit de Swanson el gener de 1926 de manera que ella esdevindria la primera actriu de Hollywood a emparentar-se amb la noblesa europea. L’actriu va quedar embarassada i decidí avortar. La intervenció no va anar bé i Gloria va perdre la consciència durant diverses setmanes debatent-se entre la vida i la mort en un hospital. Els seus admiradors van seguir l'evolució de la malaltia amb devoció. No sabien per què era a l'hospital, però els diaris publicaven cròniques diàries sobre el seu estat.
Swanson era la principal figura de la Paramount. Era tan popular que les revistes estaven contínuament pendents dels seus moviments, i la seva forma de vestir causava sensació. Rebia 10 000 cartes a la setmana. Per tal de retenir-la la companyia satisfeia tots els seus capricis, li permetien escollir el seu vestuari i col·laboradors i se li va proposar rebre un salari d’un milió anual de dòlars. Era una de les actrius més ben pagades de Hollywood. Malgrat tot, ella aspirava a tenir un major control de les seves produccions i major independència creativa per lo que el 1927 va rescindir el seu contracte amb la Paramount per crear la seva pròpia productora que distribuiria a través de la United Artists.

### Amb la United Artists (1927-1934)

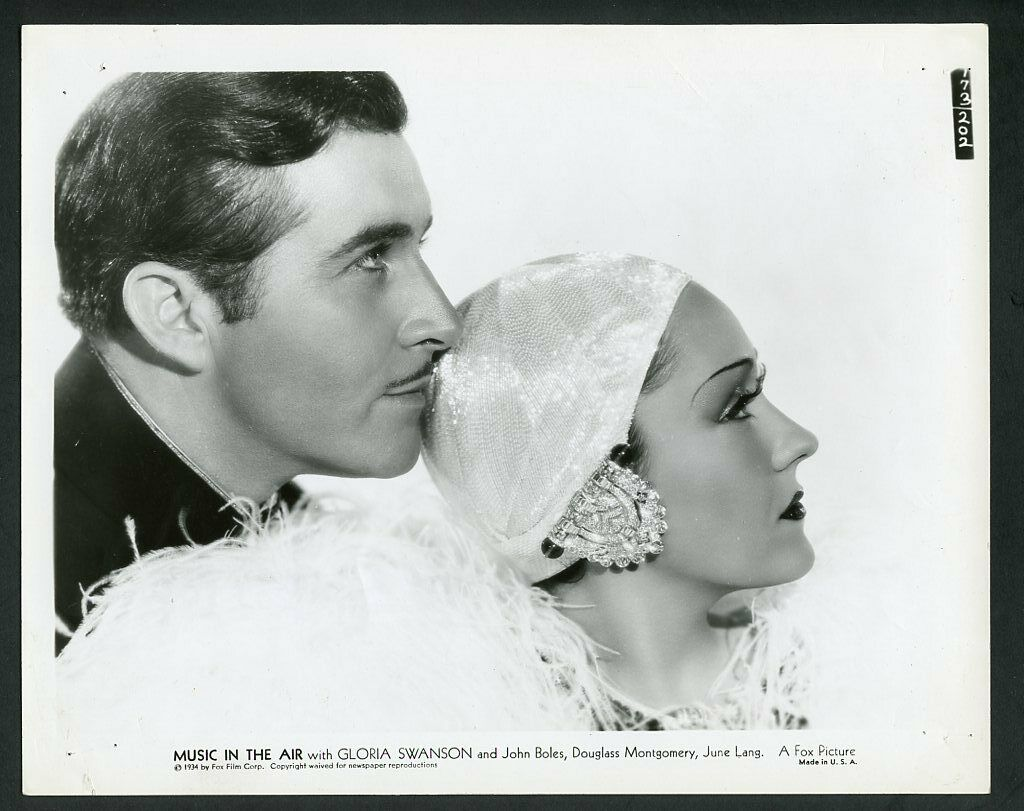
John Boles i Gloria Swanson a "Music in the Air" (1934)

Swanson creà la Swanson Producing Corporation i arribà a un acord amb Joseph Schenk de la United Artists. Swanson es comprometia a subministrar de quatre a sis pel·lícules i les sales que volguessin projectar una pel·lícula de la Swanson havien de programar-ne unes altres sis de la United Artists. La seva primera pel·lícula com a independent va ser "The Love of Sunya" (1927) que va superar el pressupost i no va ser un èxit comercial. Per a la seva segona producció, va contractar Raoul Walsh per filmar una pel·lícula basada en un relat de W. Somerset Maugham en el que ella interpretava una prostituta: "Sadie Thompson" (1928). La pel·lícula va tenir problemes de censura amb l'oficina Hays però va ser un gran èxit de taquilla i crítica i, en la primera gala, Swanson va obtenir la seva primera nominació a l'Oscar a la millor actriu.
Cap al final de 1927 Swanson travessava dificultats financeres, tot i que les seves pel·lícules no havien suposat cap pèrdua, els guanys no arribaven prou ràpid per poder tornar el crèdit concedit per la United Artists per finançar-les. Swanson s'associà aleshores amb Joseph Kennedy, el patriarques del clan Kennedy i director de la RKO Pictures per crear la Gloria Productions. Kennedy va proposar a Henry de la Falaise ser el representant de la RKO (que havia comprat la filial Pathé americana) a França. Swanson va iniciar una relació que era un secret a veus amb Joe Kennedy, també casat i pare de set fills (inclòs el futur president Kennedy), amb més fills per venir. Kennedy es va convertir en el seu soci comercial i productor de cinema i el seu efecte en la seva vida va ser gairebé totalment negatiu. Va ser el productor de la seva següent pel·lícula el 1929, "Queen Kelly", rodada el 1929. El director, Erich von Stroheim, era conegut pel seu enfocament en els detalls i les repeticions interminables i la producció de la pel·lícula va quedar molt endarrerida. Swanson va aturar finalment la producció i la pel·lícula mai es va estrenar als Estats Units, tot i que es va distribuir a Europa després que es rodés un final alternatiu el 1931. La pel·lícula va suposar també el trencament amb Kennedy.
Després del quasi desastre de "Queen Kelly", Gloria va començar a treballar en la seva primera pel·lícula sonora titulada "The Trespasser" (1929), d'Edmund Goulding. Va ser un gran èxit i li va assegurar la seva segona nominació a l’Oscar a la millor actriu. En els cinc següents anys va fer diferents pel·lícules sonores com "What a Widow!" (1930), "Indiscreet" (1931), "Perfect Understanding" (1933) o "Music in the Air" (1934), però totes van ser fracàs comercial i l’actriu es va retirar temporalment del món del cel·luloide.
El 1931 va tenir una relació amb Michael Farmer, i en veure que estava embarassada es va casar per quarta vegada. Hauria de repetir la cerimònia pocs mesos deprés ja que el seu divorci amb el marquès de La Falaise no s'havia acabat de formalitzar. Van tenir una filla, Michelle, que va néixer el 1932, però la parella es va divorciar tot just dos anys després, després d'un sonat romanç de Swanson amb l'actor britànic Herbert Marshall. Aquests van mantenir la seva relació durant tres anys, fins que Swanson va decidir trencar perquè Marshall no volia divorciar-se de la seva dona. Aleshores, Swanson ja havia sumat el seu tercer fill, aquest adoptat, Sonny.

### Primera retirada del cinema

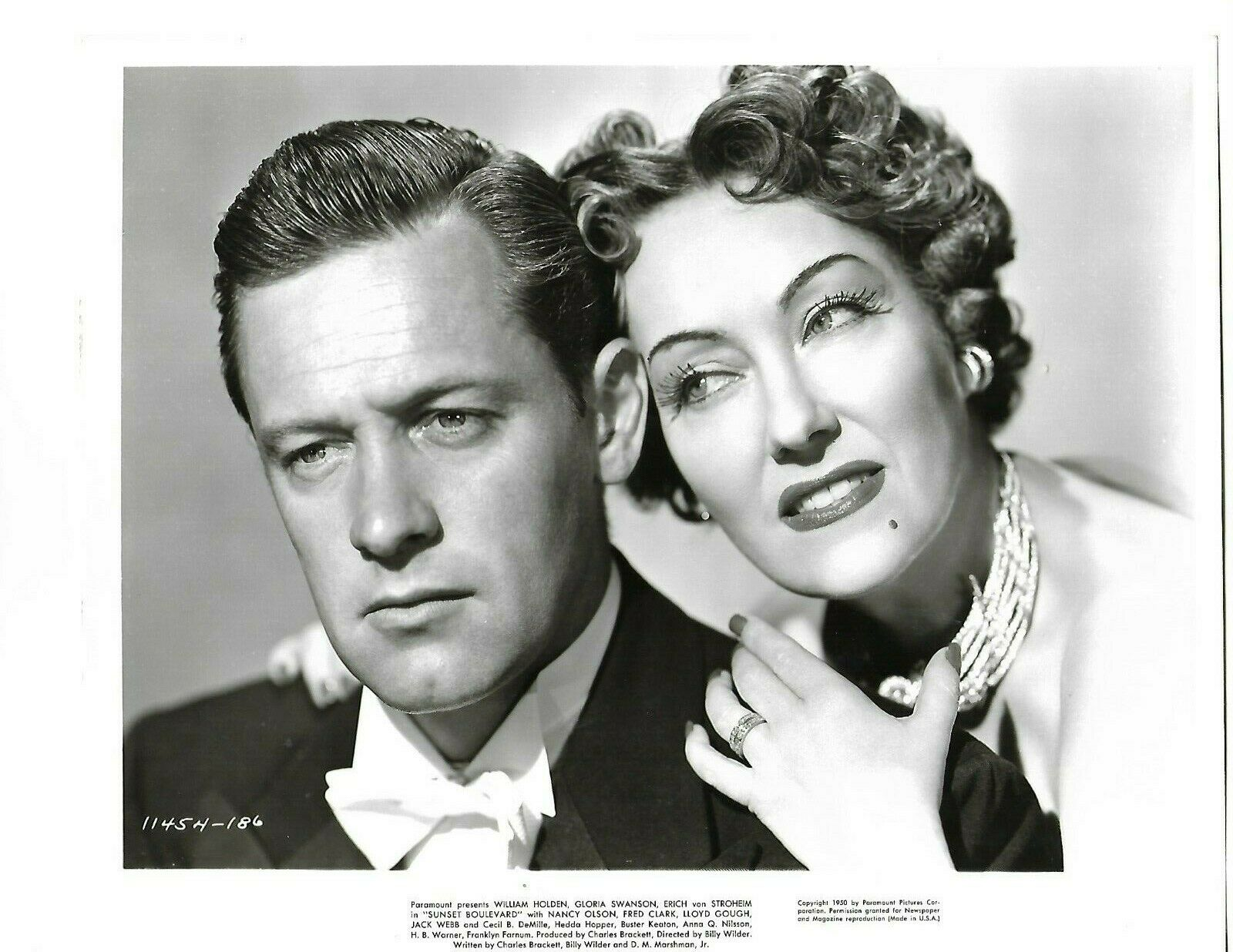
William Holden i Gloria Swanson a "Sunset Boulevard"

Desil·lusionada amb Hollywood el 1938 es va traslladar a Nova York l'any 1938 i durant deu anys va dirigir una empresa anomenada G. Swanson Multiprises, que assistia i ajudava a trobar feina a científics que fugien de la guerra europea. No va abandonar del tot la interpretació apareixent en diverses produccions teatrals. El 1941, després de set anys fora de la pantalla, va aparèixer en una altra pel·lícula, la comèdia musical “Father Takes A Wife”. Va ser molt promocionada com la seva pel·lícula de retorn però va ser un fracàs taquilla. També seguia activa en un programa de televisió, The Gloria Swanson Hour. Això va afavorir que reaccionés positivament quan se li va oferir el paper de la seva vida. El 1945 es va casar amb el seu quart marit, William M. Davey, de qui es divorciaria pocs anys més tard pels problemes d'alcoholisme d’aquest.

### Sunset Bulevard
Va ser al 1950 que, aconsellada pel director George Cukor i en contra de l'opinió de la resta d'estrelles del cinema mut, com Mary Pickford i Mae Murray, que consideraven que l'argument de la pel·lícula donava una imatge negativa del seu treball, va decidir acceptar el paper de Norma Desmond en Sunset Boulevard (1950) de Billy Wilder. De fet, Swanson va ser la quarta opció de Wilder, després de considerar Mae West, Mary Pickford i Pola Negri però va aconseguir el paper pel que seria més recordada. La pel·lícula va ser considerada per l'American Film Institute en la posició 12 en la llista de les 100 millors pel·lícules de la història del cinema. En la pel·lícula, Norma Desmond declarava al porter de la productora que en reconèixer-la la deixava entra, «Sense mi no existiria la Paramount», afirmació que possiblement fos real per a Swanson.
La seva interpretació no sols va sorprendre el públic sinó també els crítics, i li comportà la tercera nominació a l’Oscar a la millor actriu. Una altra diva de Hollywood, Barbara Stanwyck, el dia de l'estrena de la pel·lícula, en veure-la perduda fora del cinema, es va acostar i es va agenollar per besar-li els baixos del vestit de com va quedar d'impressionada per la seva actuació.

### Darrers anys
Gloria Swanson no va poder mantenir la seva nova carrera cinematogràfica i després de dues pel·lícules més durant la dècada dels 50, ambdues amb molt poc èxit, es va retirar del cinema. Va continuar apareixent amb èxit a la televisió durant les dècades de 1950 i 1960 en programes com “Four Star Revue”, “Dr. Kildare" i "Ben Casey", a més de presentar el seu propi espectacle d'antologia "Crown Theatre with Gloria Swanson" el 1954. També va mostrar tenir una gran perspicàcia empresarial en nombroses empreses, especialment en comercialitzar una línia de cosmètica natural, "Essence of Nature". Durant aquest temps es va fascinar amb l'alimentació saludable i va ser molt activa en el desenvolupament d’aquest moviment.
El 1971, Gloria va interpretar el seu últim paper teatral, interpretant una mare sobreprotectora a “Butterflies Are Free” i tres anys més tard va fer la seva primera aparició en una pel·lícula feta per a televisió, 'Killer Bees'. '. La seva darrera aparició a la pantalla gran va ser un cameo interpretant-se a ella mateixa a la pel·lícula “Airport 1975” (1975). El 1976 es va casar amb l'escriptor William Duffy amb qui visqué fins a la seva mort. Va morir a Nova York víctima d'un atac de cor, amb 84 anys.

## Filmografia

### Cinema mut
- The Fable of the Club Girls and the Four Times Veteran (1914, no confirmat)
- The Song of the Soul (1914, no confirmat)
- The Misjudged Mr. Hartley (1915)
- At the End of a Perfect Day (1915, no surt als crèdits)
- The Ambition of the Baron (1915)
- His New Job (1915)
- The Fable of Elvira and Farina and the Meal Ticket (1915, acreditada com Gloria Mae)
- Sweedie Goes to College (1915)
- The Romance of an American Duchess (1915)
- The Broken Pledge (1915)
- A Dash of Courage (1916)
- Hearts and Sparks (1916)
- A Social Cub (1916)
- The Danger Girl (1916)
- Haystacks and Steeples (1916)
- The Nick of Time Baby (1916)
- Teddy at the Throttle (1917, no confirmat)
- Baseball Madness (1917)
- Dangers of a Bride (1917)
- Whose Baby? (1917)
- The Sultan's Wife (1917)
- The Pullman Bride (1917)
- Society for Sale (1918)
- Her Decision (1918)
- Station Content (1918)
- You Can't Believe Everything (1918)
- Everywoman's Husband (1918)
- Shifting Sands (1918)
- The Secret Code (1918)
- Wife or Country (1918)
- Don't Change Your Husband (1919)
- For Better, for Worse (1919)
- Male and Female (1919)
- Why Change Your Wife? (1920)
- Something to Think About (1920)
- The Great Moment (1921)
- The Affairs of Anatol (1921)
- Under the Lash (1921)
- Don't Tell Everything (1921)
- Her Husband's Trademark (1922)
- Her Gilded Cage (1922)
- Beyond the Rocks (1922)
- The Impossible Mrs. Bellew (1922)
- My American Wife (1922)
- A Trip to Paramountown (1922)
- Prodigal Daughters (1923)
- Bluebeard's Eighth Wife (1923)
- Hollywood (1923) (cameo)
- Zaza (1923)
- The Humming Bird (1924)
- A Society Scandal (1924)
- Manhandled (1924)
- Her Love Story (1924)
- Wages of Virtue (1924)
- Madame Sans-Gêne (1924)
- The Coast of Folly (1925)
- Stage Struck (1925)
- The Untamed Lady (1926)
- Fine Manners (1926)
- The Love of Sunya (1927)
- Sadie Thompson (1928)
- Queen Kelly (1929)

### Cinema sonor
- The Trespasser (1929, estrenada muda i sonora)
- What a Widow! (1930)
- Indiscreet (1931)
- Tonight or Never (1931)
- Perfect Understanding (1933)
- Music in the Air (1934)
- Father Takes a Wife (1941)
- Sunset Boulevard (1950)
- Three for Bedroom "C" (1952)
- Nero's Mistress (1956)
- Chaplinesque, My Life and Hard Times (1972) (documental) (narradora)
- Airport 1975 (1974)

## Premis

### Oscar
| Any  | Categoria                | Pel·lícula       | Resultat |
| ---- | ------------------------ | ---------------- | -------- |
| 1928 | Oscar a la millor actriu | Sadie Thompson   | Nominada |
| 1930 | Oscar a la millor actriu | The Trespasser   | Nominada |
| 1950 | Oscar a la millor actriu | Sunset Boulevard | Nominada |

### Globus d'or
| Any  | Categoria                                | Pel·lícula       | Resultat   |
| ---- | ---------------------------------------- | ---------------- | ---------- |
| 1951 | Globus d'Or a la millor actriu dramàtica | Sunset Boulevard | Guanyadora |

### National Board of Review
| Any  | Categoria     | Pel·lícula       | Resultat   |
| ---- | ------------- | ---------------- | ---------- |
| 1951 | Millor actriu | Sunset Boulevard | Guanyadora |